# Gabrielle Andrews
Gabrielle Faith Andrews (West Covina, 23 de diciembre de 1996) es una tenista estadounidense.

## Biografía
Comenzó a jugar tenis a la edad de cinco años.
En 2011, ella y Taylor Townsend llegaron a la final de dobles femeninos en el Abierto de Estados Unidos, y en 2012 ganaron juntas el Abierto de Australia y el Abierto de Estados Unidos femenino.

## Vida privada
Andrews asistió a la escuela secundaria Claremont y fue a la universidad en California.